# Fine Promotion
Fine Promotion（ファインプロモーション）は、大阪府摂津市に本社を置く芸能事務所である。

## 概要
大阪で活動していたアイドルグループMary Angelのプロデューサー・根本善之が、当時の所属事務所から独立して設立。

## 沿革
- 2009年4月 - Fine Promotion設立。Mary AngelがWORLD ONEから移籍。
- 2011年3月 - 法人化。株式会社Fine Promotionとなる。
- 2013年 - 北崎亜衣デビュー。
- 2014年8月 - さくらんぼう注意報！デビュー。
- 2015年2月 - Mary Angel解散。
- 2017年1月 - 運営協力していたアイドルグループCHOCO★MILQ、Jeanne Maria（現・NEO BREAK）が正式所属。
- 2017年9月 - さくらんぼう注意報！解散。
- 2018年12月 - CHOCO★MILQ解散。
- 2020年6月 - 蓋世ユートピア革命デビュー。
- 2020年9月 - ЯiＭ:ＭiＲ(リムミル)デビュー。
- 2021年11月 - 蓋世ユートピア革命解散。

## 所属タレント

### 現在活動中

#### グループ
- NEO BREAK
  - 同じミュージカル教室に通うメンバーで結成されたグループ”Jeanne Maria”が母体であり、メンバーチェンジと事務所移籍を経て、2017年4月に現体制で活動開始。
- ЯiＭ:ＭiＲ(リムミル)
  - メンバーの宮田樹、日置愛莉は、CHOCO★MILQの元メンバーである。

#### 個人
- なこ(カラフルスクリーム)
- 心々優杏果(すーぱープーばぁー!!)
- 藤堂未渚(すーぱープーばぁー!!)

### 過去の所属タレント
- Mary Angel
- 北崎亜衣
- さくらんぼう注意報！
- CHOCO★MILQ
- 蓋世ユートピア革命